# سرینا (بازیگر)
سرینا (انگلیسی: Serina؛ زادهٔ ۱۹ مهٔ ۱۹۸۵) بازیگر، و شخصیت‌های تلویزیونی در ژاپن اهل ژاپن است.